# Badminton under sommer-OL 2012 (damedouble)
Damedouble i badminton ved de Olympiske Lege 2012 i London fandt sted fra 28. juli til 4. august på Wembley Arena. Lodtrækningen til turneringen blev foretaget den 23. juli 2012.
32 spillere fra 14 nationer deltog i begivenheden.

## Diskvalifikationer i damedouble
Den 1. august 2012, blev flere hold diskvalificeret fra konkurrencen for "ikke at bruge sine bedste bestræbelser på at vinde en kamp". Parrene er blevet anklaget for at forsøge at tabe med henblik på at manipulere lodtrækningen omkring hvilke hold de ville møde senere hen i turneringen. 
Fire hold blev diskvalificeret:
- Wang Xiaoli og Yu Yang , der spiller for Kina
- Jung Kyung-eun og Kim Ha-na , der spiller for Sydkorea
- Ha Jung-eun og Kim Min-jung , der spiller for Sydkorea
- Meiliana Jauhari og Greysia Polii , spiller for Indonesien

## Medaljetagere
| Placering | Nation  | Deltagere                     |
| --------- | ------- | ----------------------------- |
| Guld      | Kina    | Tian Qing Zhao Yunlei         |
| Sølv      | Japan   | Mizuki Fujii Reika Kakiiwa    |
| Bronze    | Rusland | Valeria Sorokina Nina Vislova |